# Pachycephala simplex
Sibilante-cinzento ou assobiadeira-sóbria (Pachycephala simplex) é uma espécie de ave da família Pachycephalidae.
Pode ser encontrada nos seguintes países: Austrália, Indonésia e Papua-Nova Guiné.
Os seus habitats naturais são: florestas subtropicais ou tropicais húmidas de baixa altitude e florestas de mangal tropicais ou subtropicais.